# Alto Paraná (film)
Alto Paraná è un film del 1958 diretto da Catrano Catrani.
Pellicola di produzione argentina; il soggetto è tratto dal romanzo di Velmiro Ayala Gauna Los casos de Don Frutos Gómez.
Alto Paraná è uno dei dipartimenti del Paraguay.